# 蔡章献
蔡章献（さい しょうけん、1923年 - 2009年2月3日）は、台湾の天文学者。元円山天文台台長、元台湾人日本兵。

## 経歴・人物

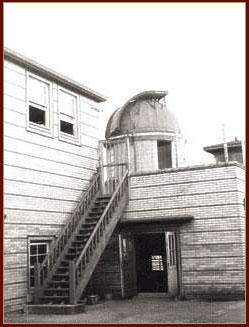
台北公会堂天文台（1940年）

日本統治時代の台湾台北州台北市（現在の台北市万華区）に生まれた。天文学に興味があったことから、中等学校卒業後の1938年、台北公会堂に設けられていた「天体観測同好会」に就職した。この同好会の持つ主な設備として1937年に台湾日日新報から寄贈された「4インチ望遠鏡」があった。この望遠鏡は、台湾総督府気象局の台北観測所には少し劣るものの、1930年代の台湾では貴重な天体観測設備であった。
1941年の火星大接近の際には公会堂職員だった蔡がこの4インチ望遠鏡で観測を行い、その結果を日本語でまとめて日本の雑誌『南の星』に投稿し、掲載されている。同年9月21日には屈折式望遠鏡で皆既日食を観察し、自らの手で日食の際のコロナの様子を描いた。この絵は、日本で最も有名な天文雑誌『天界』第246号（1941年12月号）の表紙を飾っている。
ほどなくして日本軍によって中国大陸に派遣され、安徽省一帯の戦闘に加わった。終戦後、蔡も台北に戻り台北公会堂の職に復帰した。1947年、公会堂は中山堂に改名され、天体観測同好会も台北中山堂天文台に改められた。

### 人工衛星の観測
蔡の最初の功績は、1952年1月18日に発見したいっかくじゅう座の不規則型の変光星（BDI8o1642，065208C）である。その後、1957年10月4日にソ連が初の人工衛星・スプートニク1号を打ち上げるとアメリカはすぐに後を追い、スミソニアン天体物理観測所は各国に観測を呼びかけ、蔡はこれに応じてアメリカの援助により委託を受けた。数年後、台湾において「中国人工衛星観測委員会」を立ち上げ、アメリカの人工衛星監視に協力した。同時に、アメリカの資金援助により12台の2インチ望遠鏡を手に入れた。
この影響を受け、天文観測が台湾でも重要視されるようになった。天文台のあった台北中山堂は西門町の繁華街に近く、夜間の光害がひどく天体観測には適さなくなったため、台北市政府の同意を得て、天文台を移転することが決まった。

### 円山天文台の創設
1959年、蔡は円山天文台の設計と建設に参加し、1969年には円山天文台の台長に昇進した。蔡が台長であった期間には、41cm反射望遠鏡や25cm屈折赤道儀などが揃えられた。また、70年代以降も円山天文台の天体観測に重点を置き、人工衛星から太陽黒点の観測を行ったほか、天文教育を積極的に推進した。
また、太陽黒点の観測が評価を受けたほか、蔡は天文台の拡張に取り組んだ。より多くの一般市民が天体観測に触れることができるように、1980年にはプラネタリウムを購入してプラネタリウム館を完成させた。当時、円山天文台のプラネタリウム館には年間で十数万人が訪れるようになり、台北の新たなレジャースポットとなった。

### 小惑星への命名
1978年12月30日にアメリカのハーバード大学天文台で発見された小惑星(2240) 1978 YAは、後に蔡の名前が名付けられた。これは蔡の天文分野における教育推進の功労を称えるものだった。これは台湾人として初めてのことであると同時に、中国語の人名が名付けられた小惑星としても7番目のことであった。

### 晩年
1991年、67歳になった蔡は公職から引退したものの、著作や講演、過去に出版された天文関係の書籍の校正といったことに積極的に携わった。これにより、引退後も日本の東亜天文学界からの表彰や、中華民国金鼎奨の受賞、中国天文学会名誉会員への任命など数多くの賞を受けている。この他、1990年代以降、蔡はUFO研究にも乗り出し、2005年には中国で開催された世界UFO大会に代表団を率いて参加した。
2008年の暮れ、蔡は体調不良を訴えて病院に搬送され治療を受けた。2009年1月にも再び馬偕記念病院に運ばれた。同年2月3日12時22分、心不全により死去した。